# Sátorhely
Sátorhely ist eine ungarische Gemeinde im Kreis Mohács im Komitat Baranya.

## Geografische Lage
Sátorhely liegt sieben Kilometer südwestlich der Kreisstadt Mohács. Nachbargemeinden sind Nagynyárád, Majs, Udvar und Kölked.

## Gemeindepartnerschaft
- Lăzărești (Harghita), Rumänien, seit 1993

## Sehenswürdigkeiten
- Nationale Gedenkstätte Mohács (Mohácsi Nemzeti Emlékhely), 500 Meter östlich der Gemeinde gelegen
- Römisch-katholische Kapelle Szent Kereszt felmagasztalása, erbaut 1864, erweitert 1926
- Termékenység-Skulptur, erschaffen 1984 von Ferenc Trischler
- Weltkriegsdenkmäler (I. és II. világháborús emlékmű)

## Bilder zur Nationalen Gedenkstätte Mohács

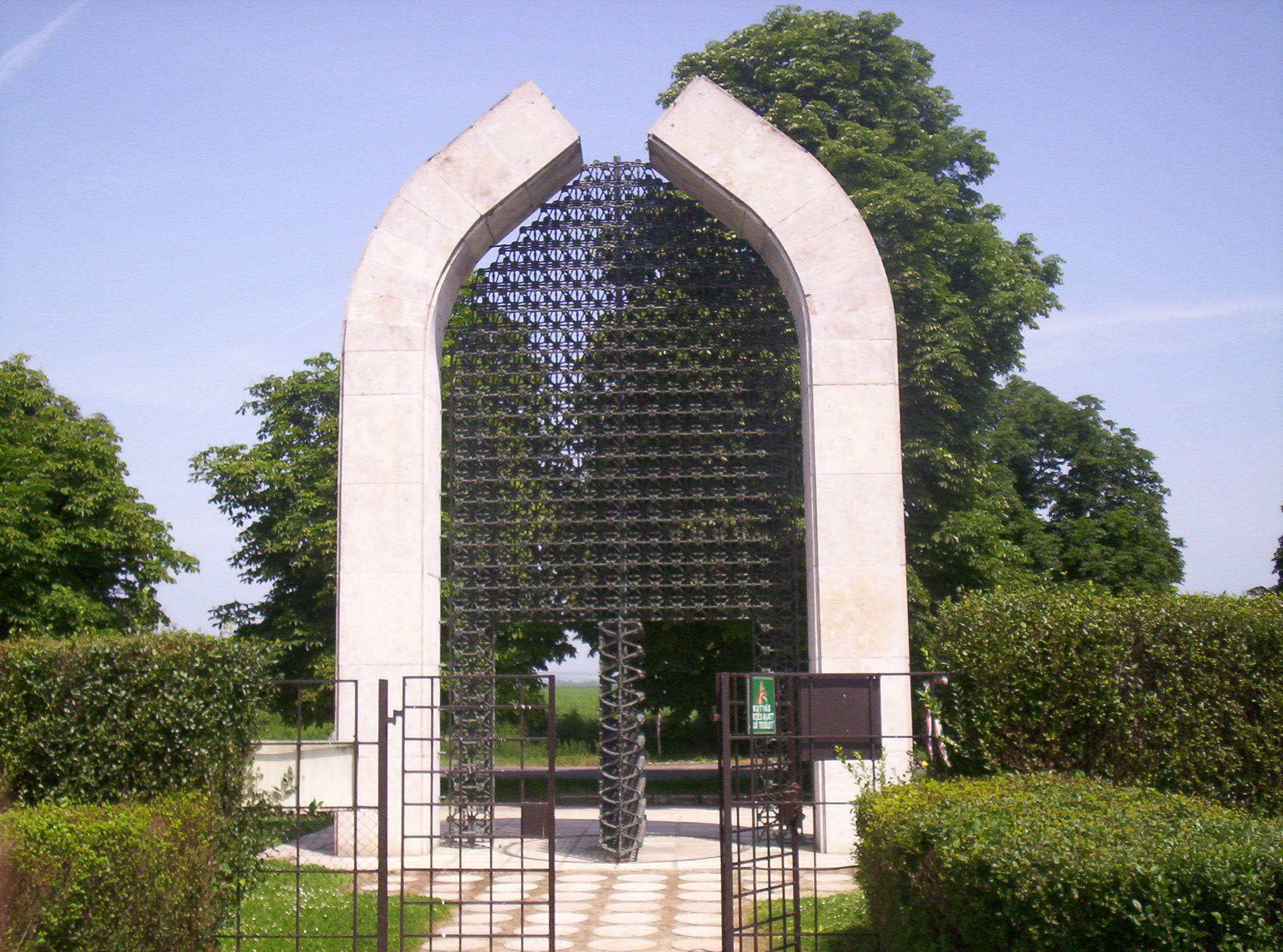
Eingang zur Gedenkstätte
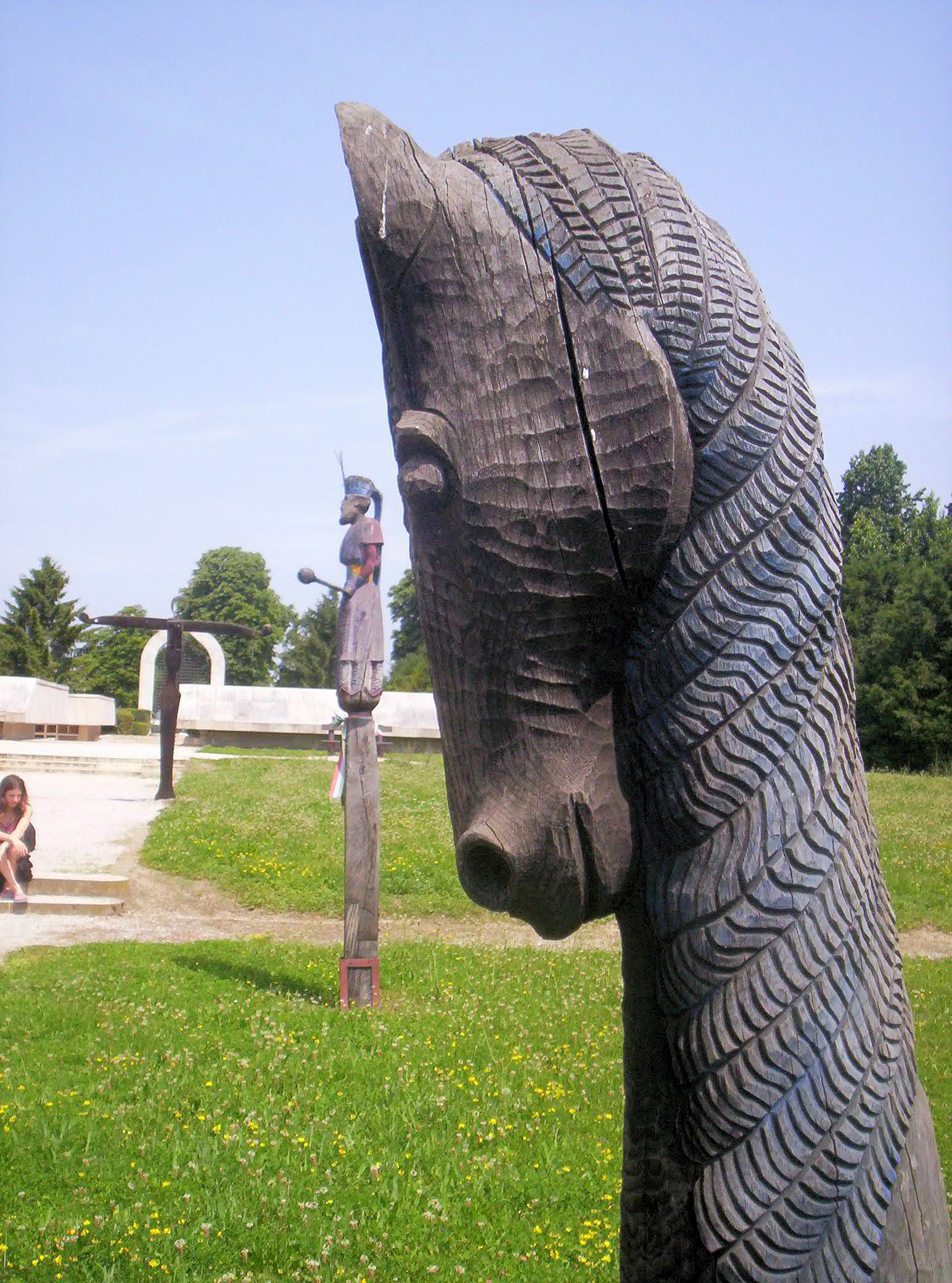
Pferdeskulptur
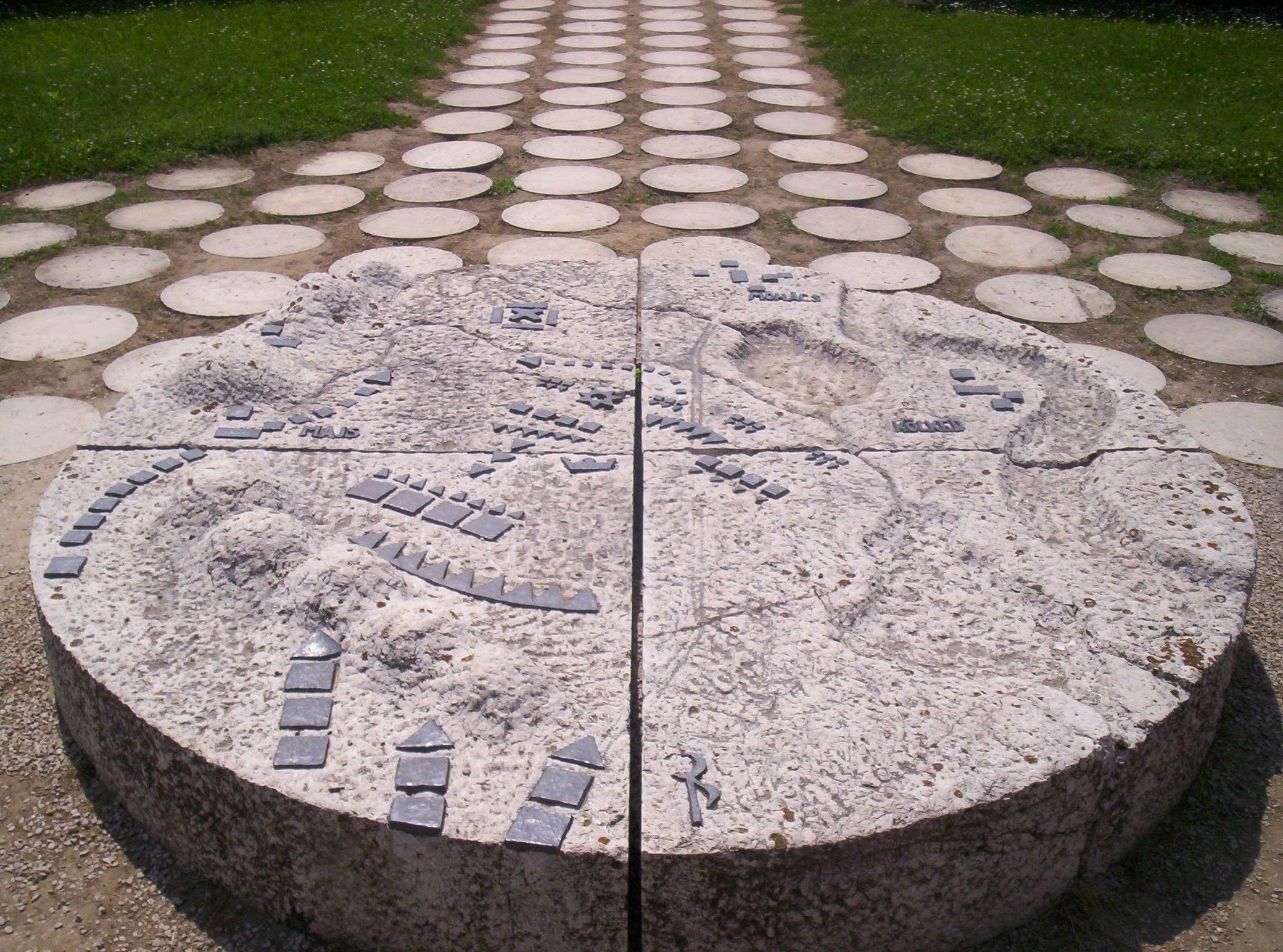
Steinskulptur zur Schlacht bei Mohács

## Verkehr
Durch Sátorhely verläuft die Landstraße Nr. 5702. Es bestehen Busverbindungen nach Mohács, Nagynyárád und Udvar.
Die nächstgelegenen Bahnhöfe  befinden sich in Nagynyárád und Mohács.